# Theretra transcaspica
Theretra transcaspica är en fjärilsart som beskrevs av Bang-haas 1927. Theretra transcaspica ingår i släktet Theretra och familjen svärmare. Inga underarter finns listade i Catalogue of Life.